# Inteqam: The Perfect Game
Inteqam: The Perfect Game to indyjski film kryminalny z 2004 roku wyreżyserowany przez Pankaja Parashara, autora Nigdy cię nie zapomnę i Banaras – A Mystic Love Story. W roli inspektora policji Manoj Bajpai (Satya). Muzykę do filmu skomponował Anand-Milind.
Niektóre motywy w filmie nawiązują do hollywoodzkiego filmu pt. "Nagi instynkt" (z Sharon Stone i Michaelem Douglasem).

## Obsada
- Manoj Bajpai – ACP Uday Dhirendra Thakur
- Nethra Raghuraman – Dr. Mehak
- Shahab Khan – DCP Gupta
- Parmita Katkar
- Ramakant Dayma

## Muzyka i piosenki
Muzykę do filmu skomponował braterski duet Anand-Milind, autorzy muzyki do takich filmów jak Qayamat Se Qayamat Tak (Nagroda Filmfare za Najlepszą Muzykę), Dil, Beta, Hero No. 1, Baaghi i Anjaam.
- Chanak Chanak
- Armaan Dil Ke
- Tan Se Jo Chunari
- Title Song – Instrumental
- Ishq Sarfira
- Aayee Aayee Holi
- Ab Waqt Ki Aahat